# Rap-Up
Rap-Up är en tidskrift grundad 2001 av Devin Lazerine. Publikationen var ursprungligen en webbplats om hiphop tills Lazerine beslutade sig för att göra den till en tidskrift. Rap-Up fokuserar på musik av hiphop och R&B. Tidskriften publiceras varje kvartal.